# Меланолеука
Меланоле́ука (также меланолевка, меланолейка; лат. Melanoleuca) — род грибов-базидиомицетов из семейства Рядовковые (Tricholomataceae).

## Описание
- Шляпка 4—10 см в диаметре, сначала выпуклая, затем распростёртая, с широким бугорком, тёмно-серая, оливково-бурая, или тёмно-коричневая, иногда почти чёрная, выцветающая.
- Пластинки приросшие к ножке, в середине широкие, частые, белые или кремовые.
- Гименофор пластинчатый, пластинки приросшие к ножке или немного низбегающие на неё, белого или розовато-желтоватого цвета. Трама пластинок правильная.
- Ножка 5—10 см длины, 0,5—1 см толщины, плотная, цилиндрическая, снизу утолщённая, грязно-белая, продольно-волокнистая.
- Споровый порошок белого или светло-желтоватого цвета.
- Споры тонкостенные, яйцевидно-эллипсоидные, покрытые крупными, средними или мелкими амилоидными бородавками.
- Тип развития карпофоров гимнокарпический и стипитокарпический.

## Экологияиареал
Космополиты, встречающиеся на всех континентах. Гумусовые или древесные сапротрофы, произрастающие на лугах, а также в хвойных и широколиственных лесах.

## Виды
- Melanoleuca albifolia Boekhout, 1988
- Melanoleuca arcuata (Bull.) Singer, 1935
- Melanoleuca atripes Boekhout, 1988
- Melanoleuca brevipes (Bull.) Pat., 1900 — Меланолеука коротконожковая
- Melanoleuca cinereifolia (Bon) Bon, 1978
- Melanoleuca cognata (Fr.) Konrad & Maubl., 1930 — Меланолеука родственная
- Melanoleuca graminicola (Velen.) Kühner & Maire, 1934
- Melanoleuca grammopodia (Bull.) Murrill, 1914 — Меланолеука полосатоножковая
- Melanoleuca humilis (Pers.) Pat., 1900
- Melanoleuca iris Kühner, 1956
- Melanoleuca langei (Boekhout) Bon, 1990
- Melanoleuca melaleuca (Pers.) Murrill, 1911 — Меланолеука чёрно-белая
- Melanoleuca nivea Métrod ex Boekhout, 1988
- Melanoleuca oreina (Fr.) Kühner & Maire, 1934
- Melanoleuca phaeopodia (Bull.) Murrill, 1914
- Melanoleuca polioleuca (Fr.) G. Moreno, 1934 — Меланолеука разноцветная
- Melanoleuca politoinaequalipes Beguet ex M.Traverso & Zotti, 2002
- Melanoleuca rasilis (Fr.) Singer, 1939
- Melanoleuca schumacheri (Fr.) Singer, 1943
- Melanoleuca strictipes (P. Karst.) Jul. Schäff., 1951
- Melanoleuca stridula (Fr.) Singer, 1943
- Melanoleuca substrictipes Kühner, 1978
- Melanoleuca tabularis (Pers.) Konrad
- Melanoleuca turrita (Fr.) Singer, 1935
- Melanoleuca verrucipes (Fr.) Singer, 1939 — Меланолеука бородавчатоножковая
- Melanoleuca vinosa (G. Stev.) E. Horak, 1971